# ノイエ・ツァイト

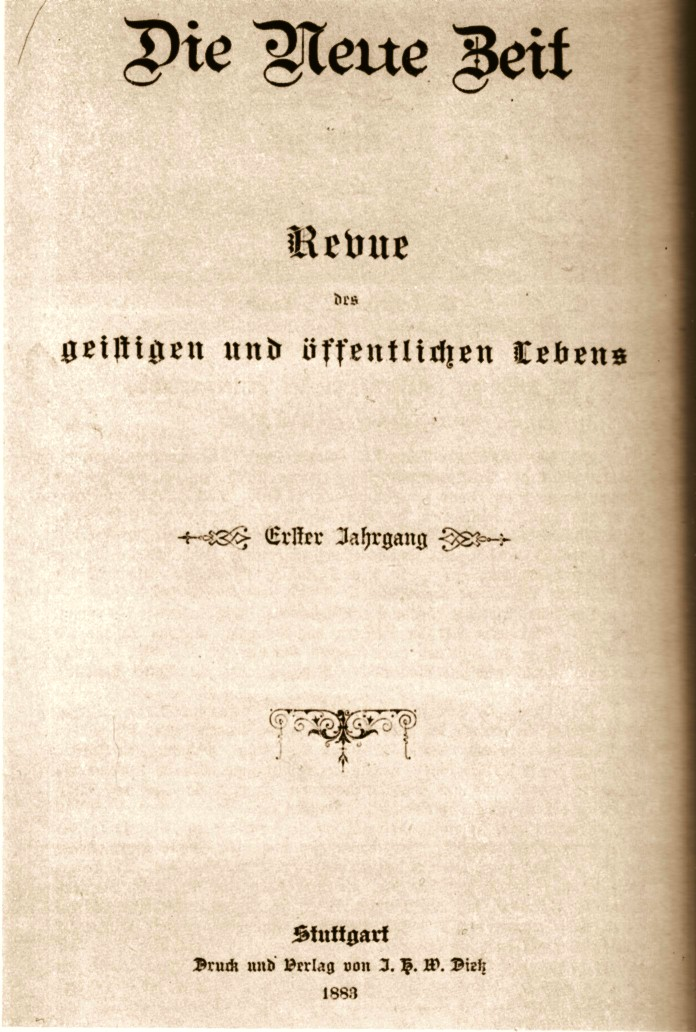
Die Neue Zeit (1883年創刊号の表紙)

ノイエ・ツァイト（独: Die Neue Zeit、新時代の意）は、ドイツのシュトゥットガルトに本部を置くドイツ社会民主党（SPD）の理論機関誌。
1883年から1923年まで発行された。

## 歴史経過
社会主義を代表する政治家や理論家たちによって創刊され、1883年1月1日に第1号が発行された。社会主義者鎮圧法が廃止された後、1890年10月1日に月刊誌から週刊誌に変更された。1901年にはSPDの機関誌となった。雑誌の衰退と終焉は、1920年代のハイパーインフレーションによってもたらされた。
Sozialistische Monatshefteと競合するSPDの最も重要な機関誌となった。
1917年にSPDから脱退するまで、カール・カウツキーとエマニュエル・ヴルムによって編集されていた。その後、ハインリヒ・クノウが編集長を務めるようになった。
ノイエ・ツァイトはDie Gesellschaftに引き継がれ、 1924年4月1日に創刊号が発行された。
オーストリアの社会主義理論誌「デル・カンプ（Der Kampf）」はノイエ・ツァイトから着想を得たものである。

## 著名な寄稿者
- エドゥアルト・ベルンシュタイン
- ウイルヘルム・ブロス（英語版、ドイツ語版）
- ハインリッヒ・クーナウ（英語版、ドイツ語版）
- フリードリヒ・エンゲルス
- パウル・エルンスト（英語版、ドイツ語版）
- コンラート・ヘニッシュ（英語版、ドイツ語版）
- ルドルフ・ヒルファディング
- カール・カウツキー
- カール・コーン（Karl Korn）
- グスタフ・ランドール（英語版、ドイツ語版）
- パウル・レンシュ（英語版、ドイツ語版）
- ヴィルヘルム・リープクネヒト
- ローザ・ルクセンブルク
- カール・マルクス
- フランツ・メーリング
- アントン・パンネクーク
- アレクサンドル・パルヴス
- ゲオルギー・プレハーノフ
- クリスチャン・ラコフスキー（ロシア語版、英語版）
- フリードリッヒ・シュレイダー（英語版、ドイツ語版）
- レフ・トロツキー
- ジュディー・ザデック（Julie Zadek）